# Seconde bataille de Lexington
Pour les articles homonymes, voir Bataille de Lexington.
Guerre de Sécession
Batailles
Expédition de Price au Missouri
- Fort Davidson
- 4e Boonville
- Glasgow
- Lexington
- Little Blue River
- 2e Independence
- Byram's Ford
- Westport
- Marais des Cygnes
- Mine Creek
- Marmiton River
- 2e Newtonia

La seconde bataille de Lexington est une petite escarmouche au cours de la guerre de Sécession, qui s'est déroulée le 19 octobre 1864, à Lexington, le siège du comté de Lafayette, dans le Missouri. Elle fait partie de l'expédition du Missouri du major général confédéré Sterling Price de cette année-là, et mène à la bataille de Little Blue River, deux jours plus tard. Comme la première bataille de Lexington, livrée en septembre 1861, cet engagement aboutit à une victoire confédérée. Son importance globale, cependant, n'est pas aussi marquée que la première bataille, qui a cimenté le contrôle du Sud sur la vallée du Missouri et augmenté significativement le moral des troupes confédérées dans la région.[réf. nécessaire]

## Prélude
À l'automne de 1864, le major général confédéré Sterling Price est envoyé par son supérieur, le lieutenant général Edmund Kirby Smith, pour tenter de prendre le Missouri au profit de la Confédération. Incapable de s'attaquer à son objectif principal, St. Louis, Price décide d'exécuter le plan alternatif de Smith pour un raid vers l'ouest à travers le Missouri et le Kansas et le territoire Indien. Leur but est de détruire ou capturer les approvisionnements de l'Union et des avant-postes, ce qui pourrait nuire aux chances de réélection d'Abraham Lincoln en 1864.[réf. nécessaire]
Après la victoire de la bataille de Glasgow, dans le Missouri, Price continue sa marche vers l'ouest, dans la direction de Kansas City et du fort Leavenworth, aux quartiers généraux du département fédéral du Kansas. Mais sa progression est lente, donnant à l'armée de l'Union une chance de concentrer ses forces. Le major général William S. Rosecrans, commandant le département du Missouri, propose un mouvement en pince pour piéger Price et de son armée, mais est incapable de communiquer avec le major général Samuel R. Curtis, commandant le département du Kansas, pour formaliser le plan. Curtis éprouve des difficultés parce que beaucoup de ses soldats appartiennent à la milice du Kansas (sous les ordres de George Dietzler), et ils refusent d'entrer dans le Missouri. Cependant, une force d'environ 2 000 hommes sous le commandement du major général James G. Blunt se met en route pour Lexington.[réf. nécessaire]
Dans le même temps, le brigadier général John McNeil est la poursuite de l'armée de Price avec le 13th Missouri Cavalry, le 5th Missouri State Militia (MSM) , et des détachements du 9th MSM, 3rd MSM, du 7th Kansas Cavalry, et du 2nd Missouri Cavalry.

## Bataille et ses conséquences

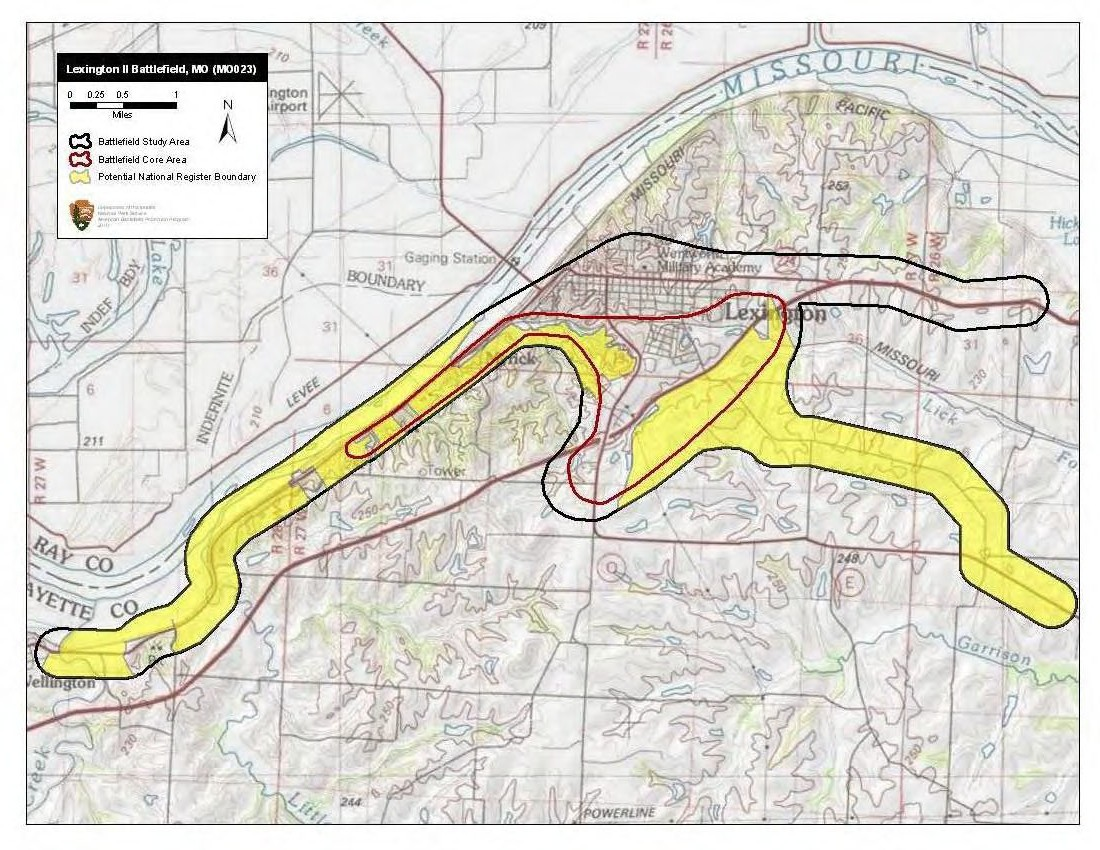
Carte du champ de bataille de Lexington II et des zones d'étude par le programme de protection des champs de bataille américains.

Le 19 octobre, l'armée de Price approche de Lexington et entre en collision avec les éclaireurs et les piquets de l'Union vers environ 14 heures, les repoussant et engageant la force principale de Blunt. Les fédéraux résistent d'abord, mais l'armée de Price la poussent finalement de la ville vers sa périphérie ouest, puis poursuivent tout au long de l'Independence Road jusqu'à la tombée de la nuit. Privé de l'ensemble de la force de Curtis, qui campe toujours dans et près de Kansas City, l'armée de l'Union n'avait aucune chance réelle d'arrêter la force de Price à Lexington. Blunt retarde, cependant, encore la marche dilatoire des confédérés, et acquiert de précieuses informations sur la taille et la disposition du commandement de Price.
Les troupes en retraite de Blunt s'arrêtent le 20 octobre, à Little Blue River, prenant une forte position défensive sur sa rive ouest. Le 21 octobre, cependant, l'armée de Price poursuivra ses succès, même s'ils sont finalement de courte durée en engageant les batailles de Little Blue River et d'Independence. Ces triomphes seront tous anéantis par la bataille de Westport, le 23 octobre, qui voit la défaite et la fin de sa campagne, en collaboration avec l'ensemble des opérations militaires significatives.[réf. nécessaire]
À 12 heures, le 20 octobre, la cavalerie du général McNeil entre Lexington, avec le 5th Missouri State Militia Cavalry au cours de leur progression. Ils se font tirer dessus par deux parties, mais les repoussent à travers la ville, capturant sept prisonniers. La ville est évacuée par l'armée de Price.